# Jenny Hanley

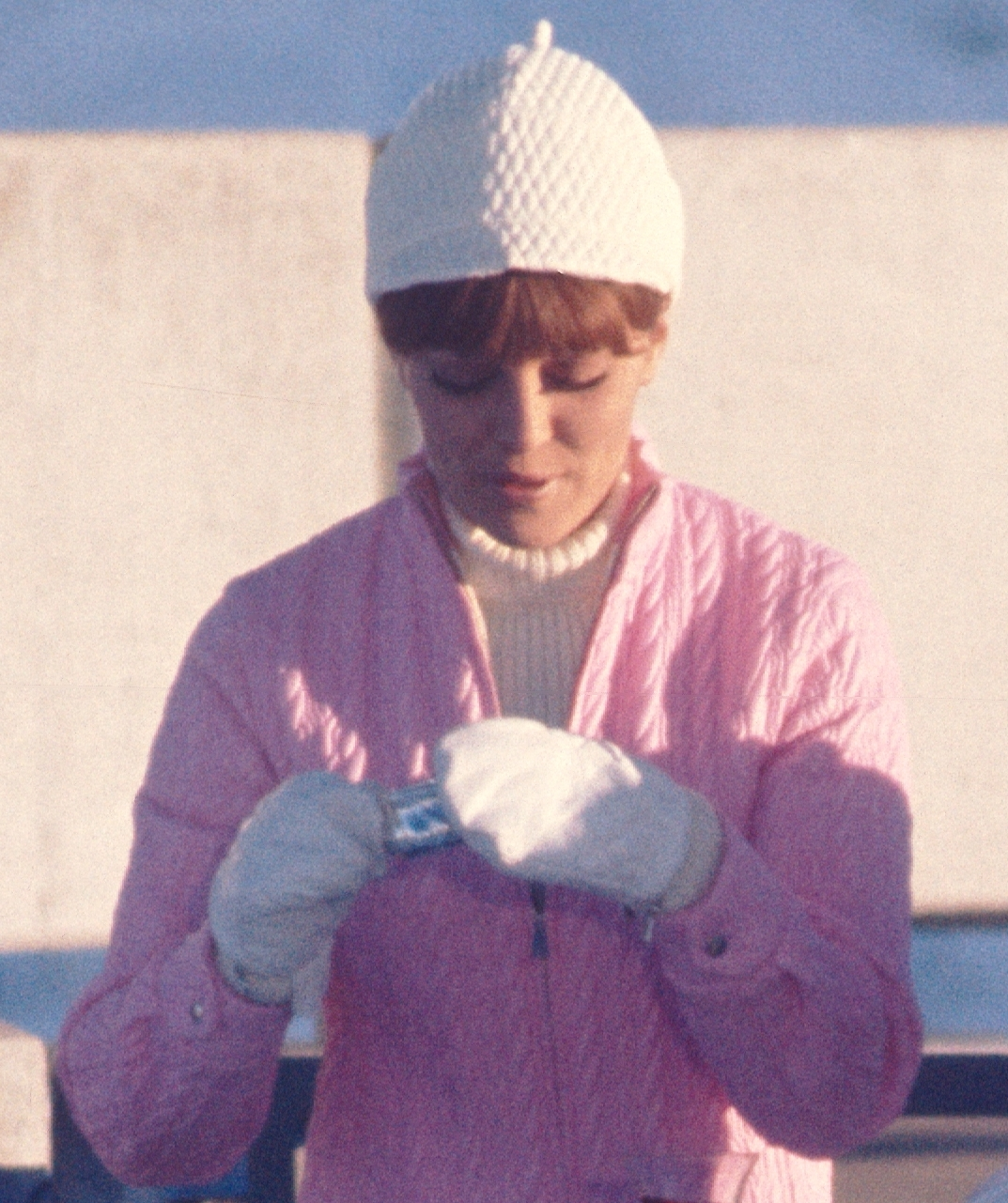
Jenny Hanley

Jenny Hanley (* 15. August 1947 in Gerrards Cross, Buckinghamshire, England) ist eine britische Schauspielerin und Fernsehmoderatorin.

## Leben
Hanley ist die Tochter des Schauspieler-Ehepaars Dinah Sheridan und Jimmy Hanley. Sie hatte ihr Filmdebüt 1968 in einer im Abspann nicht genannten Rolle im Musical Joanna neben Donald Sutherland. Im Jahr darauf stellte sie im James-Bond-Film James Bond 007 – Im Geheimdienst Ihrer Majestät die irische Patientin von Ernst Stavro Blofeld dar. Größere Filmrollen hatte sie im Hammer-Horrorfilm Dracula – Nächte des Entsetzens an der Seite von Christopher Lee, dem Horrorfilm Im Rampenlicht des Bösen sowie der Komödie Weiche Betten, harte Schlachten neben Peter Sellers und Curd Jürgens. Den letzten Auftritt in ihrer kurzen Filmkarriere hatte sie 1976 in einer kleinen Rolle als Rezeptionistin in Alfie, der liebestolle Schürzenjäger. Daneben war sie in Gastauftritten in zahlreichen britischen Fernsehserie zu sehen, darunter Department S und Die 2.
Zwischen 1974 und 1980 moderierte sie die Kinderfernsehserie Magpie auf ITV, danach wechselte sie zur BBC, wo sie bis 1981 als Co-Moderatorin bei der Talkshow Saturday Night at the Mill tätig war.

## Filmografie (Auswahl)

### Film
- 1969: James Bond 007 – Im Geheimdienst Ihrer Majestät (On Her Majesty’s Secret Service)
- 1970: Dracula – Nächte des Entsetzens (Scars of Dracula)
- 1972: Im Rampenlicht des Bösen (The Flesh and Blood Show)
- 1974: Der Potenzprotz (Percy’s Progress)
- 1974: Weiche Betten, harte Schlachten (Soft Beds, Hard Battles)
- 1975: Alfie, der liebestolle Schürzenjäger (Alfie, Darling)

### Fernsehen
- 1970: Department S
- 1971: Die 2 (The Persuaders)
- 1973: Gene Bradley in geheimer Mission (The Adventurer)
- 1974: Emmerdale